# Sylvain Marie Giraud
Pour les articles homonymes, voir Giraud.
Sylvain Marie Giraud (Éguilles, 30 septembre 1830 - Tarascon, 22 août 1885) est un prêtre catholique français, supérieur général des Missionnaires de Notre-Dame de la Salette de 1865 à 1876, et auteur de nombreux ouvrages religieux.

## Biographie
Sylvain Giraud naît le 30 septembre 1830 à Éguilles près d'Aix-en-Provence, c'est dans cette ville qu'il entre au séminaire où il est ordonné prêtre le 17 décembre 1853. Il devient enseignant au séminaire d'Aix puis en janvier 1855, il donne un sermon à l'église de la Major d'Arles qui révèle ses talents d'orateur. Il reçoit aussi de nombreux conseils de Mère sainte Claire, abbesse des clarisses capucines d'Aix-en-Provence.
Le Père Giraud porte au cou une médaille de Notre Dame de la Salette donné par un confrère, il s'est donc renseigné sur l'apparition et décide d'y aller en pèlerinage, il part le 15 août 1857 faire sa retraite spirituelle à la Salette. Là-bas, il découvre une communauté de prêtres qui gèrent le sanctuaire. Il retourne sur les lieux un mois après pour fêter le 11e anniversaire de l'apparition. Le 13 novembre 1858, il rejoint la communauté de la Salette, il est le premier qui fait son noviciat et prononce ses vœux religieux le 2 février 1860. Il est nommé supérieur général de 1865 à 1876, l'année de son élection il lance les annales de la Salette.
Le 25 juillet 1869, il reçoit en confession Alexandrine Geoffray, en religion Marie-Thérèse de Sainte-Chantal, directrice d'une communauté religieuse lyonnaise en formation placée sous le vocable de Notre-Dame Auxiliatrice et dont le but est de prendre soin des ouvrières et de prier pour les âmes du purgatoire. En 1871, la communauté doit changer de nom car les sœurs auxiliatrices, également voués au soulagement des âmes du purgatoire, fondent une filiale à Lyon, et la proximité du nom et du but portent à confusion. Le Père Giraud donne à la communauté le nom de Tiers Ordre régulier de Notre Dame de La Salette (cet institut fusionne en 1967 avec les Filles du Cœur de Marie).
En 1870, Giraud publie un ouvrage intitulé De l'union à Notre-Seigneur Jésus-Christ dans sa vie de victime et s'entretient de cet esprit avec des fondatrices d'instituts religieux ou d'œuvre voués à la réparation : Marie Véronique du Cœur de Jésus, Marie de Jésus Deluil-Martiny, Émilie d'Oultremont, Marie du Sacré-Cœur Bernaud. Ses ouvrages sont très appréciés par Marie de la Passion de Chappotin. Le désir du Père Giraud est de créer un institut en deux branches, une de prêtres victimes de vie contemplative et l'autre de prêtres missionnaires dédiés à l'apostolat, mais l'évêque de Grenoble et les autres pères voient plutôt les œuvres de la Salette uniquement sous une forme active. Il rédige, en 1872, des constitutions religieuses qu'il soumet à Mgr Paulinier. De 1876 à sa mort, il est supérieur de la communauté de Vienne, c'est là qu'il compose son œuvre majeure : prêtre et hostie. Il prêche beaucoup de retraites sacerdotales et religieuses, c'est au retour de l'une d'elles à Fontfroide, qu'il décède dans un hospice de Charité à Tarascon. Il est enterré à La Salette.
Vers 1870, sa rencontre avec Marie de Jésus Deluil-Martiny permet à celle-ci de développer l'idée du sacerdoce de la Vierge Marie d'après Jean-Jacques Olier alors qu'elle réfléchit à créer la congrégation des Filles du Cœur de Jésus.

## Œuvres
Dans sa préface du Manuel illustré de la littérature catholique en France, de 1870 à nos jours, l'abbé Henri Brémond décrit le Père Giraud comme un des plus grands spirituels des temps modernes et un parfait interprète du Père de Condren.
- 1864 : De la vie d'union avec Marie, Mère de Dieu, Grenoble, Mainsonville, 1869 (3e édition), 464 p. (lire en ligne)
- 1870 : De l'union à Notre Seigneur Jésus-Christ dans sa vie de Victime, Victor Sarlit, 1877 (3e édition), 456 p. (lire en ligne)
- 1872 : Pour les âmes du Purgatoire : Discours sur l'œuvre de N-D Auxiliatrice et les religieuses de N-D de la Salette, Lyon, 1872, 75 p. (lire en ligne)
- 1872 : Le Vœu de dévouement au Saint-Siège
- 1873 : De l'esprit et la vie de sacrifice dans l'état religieux, Lyon & Paris, Delhomme et Briguet, 1883 (5e édition), 556 p. (lire en ligne)
- 1875 : La pratique de la dévotion à N-D de la Salette : Manuel de l'archiconfrérie avec exercices de piété, Corps, 1880 (3e édition), 525 p. (lire en ligne)
- 1876 : Immolation et charité dans le gouvernement des âmes, Lyon, Imprimerie Pitrat, aîné, 1878 (2e édition), 458 p. (lire en ligne)
- 1878 : Jésus Christ, Prêtre et Victime, t. 1er, Grenoble, Imprimerie Baratier & Dardelet, 1878, 1154 p. (lire en ligne)
- 1879 : Jésus Christ, Prêtre et Victime, t. 2e, Grenoble, Imprimerie Baratier & Dardelet, 1878, 1154 p. (lire en ligne)
- 1879 : Petit traité de l'oraison mentale, Grenoble, Imprimerie Baratier & Dardelet, 1879, 114 p. (lire en ligne)
- 1879 : Petit traité de l'oraison mentale, Grenoble, Imprimerie Baratier & Dardelet, 1879, 114 p. (lire en ligne)
- 1885 : Prêtre et Hostie, t. 1er, Lyon & Paris, Delhomme et Briguet, 1891, 622 p. (lire en ligne)
- 1885 : Prêtre et Hostie, t. 2e, Lyon & Paris, Delhomme et Briguet, 1891, 621 p. (lire en ligne)

Ses œuvres sont aussi traduites dans plusieurs langues : 
- (de) Das Gelübde der Ergebenheit gegen den hl. Stuhl, Augsbourg, 1872 (lire en ligne)
- The spirit of sacrifice and the life of sacrifice in the religious state. Benziger, New York 1906.
- Jesus Christ. Priest and victim. Washbourne, London 1914.
- La vita di unione con Maria Madre di Dio. Ancora, Mailand 1939,1944
- Dell’unione a N. S. Gesù Cristo nella sua vita di vittima. Ancora, Mailand 1942.
- Sacerdote e ostia. Mailand 1936, zuletzt 1964.